# BUP
Een BUP-bestand is een videobestandstype dat veel gebruikt wordt voor dvd-video's. BUP is een afkorting voor BackUP-file. BUP-bestanden zijn een back-up van IFO-bestanden. BUP-bestanden bevatten de informatie over de volgorde van de tracks, menu's, hoofdstukken en ondertitels op de dvd. De BUP-bestanden worden gebruikt indien het bijbehorend IFO-bestand beschadigd is geraakt door bijvoorbeeld een kras op de schijf.
Om een dvd-bestand te branden op een dvd-schijf, zijn ook VOB- en uiteraard IFO-bestanden nodig.